# Запись «Машины времени» в учебной речевой студии ГИТИС
За́пись в уче́бной речево́й сту́дии ГИТИС — альбомная запись советской и российской рок-группы «Машина времени», подготовленная в учебной речевой студии Государственного института театрального искусства в 1979 году. Являлась первой студийной записью нового состава группы, сформированного после ухода Евгения Маргулиса и Сергея Кавагоэ и включавшего, кроме Андрея Макаревича, также Александра Кутикова, Петра Подгородецкого и Валерия Ефремова. Выдержана в стиле рок. Включала первые студийные версии будущих хитов — «Поворот» и «Свеча», — которые с 1980-х годов и до настоящего времени неизменно входят во все концертные программы группы. Распространялась в самиздате, начиная с 1979 года. Входит в перечень основных магнитоальбомов группы до начала формирования её официальной дискографии. Официально не издавалась.

## История
Первую запись в учебной речевой студии ГИТИС группа произвела ещё весной 1978 года в составе: Андрей Макаревич—Евгений Маргулис—Сергей Кавагоэ вместе с духовой секцией. "Студийная активность «Машины» 1978-го оказалась, в сущности, «лебединой песней» этого трио. «Далее группа стремительно покатилась к одному из самых драматичных эпизодов в своей судьбе, до конца объяснить который его участники и свидетели не сумели и десятилетия спустя». Из-за внутренних разногласий между музыкантами в конце апреля 1979 года трио распалось.
9 мая 1979 года во время встречи Макаревича с Александром Кутиковым последний предложил сформировать новый состав группы вместе с ним и двумя новыми музыкантами. Все трое на тот момент являлись участниками ансамбля «Високосное лето». В результате через непродолжительный период времени, связанный с уговорами и раздумьями, в обновлённую «Машину времени», кроме Макаревича и Кутикова (играл на бас-гитаре), были приглашены: Валерий Ефремов (ударные) и Пётр Подгородецкий (клавишные). Администраторские функции в коллективе выполнял Ованес Мелик-Пашаев. В этом составе и в той же студии ГИТИС группа приступила к репетициям.
Как позже вспоминал Подгородецкий, была договорённость «записать вместе альбом», при этом необходимо было уложиться в срок — один месяц, поскольку летом Макаревичу предстояла первая в его жизни зарубежная поездка — в Польскую Народную Республику. Сам Макаревич утверждал, что участники группы «не мыслили категориями альбомов», но в процессе репетиций ему стало понятно, что «надо делать новую программу». Музыкант сравнивал сам принцип работы над песнями и атмосферу, сложившиеся внутри прежнего и нового коллективов. Так, с Маргулисом и Кавагоэ они были знакомы «много лет», привыкли друг к другу, «чувствовали друг друга насквозь, играли втроём, как один, и уже не могли из этого выйти». Макаревич, с его слов, «наперёд представлял каждую следующую ноту», которую могли сыграть двое участников прежнего состава. Слишком сильная сплочённость внутри прежней команды, в процессе работы с новыми музыкантами, стала восприниматься им как минус. К тому моменту у Макаревича возникло «довольно много» идей новых песен, в числе которых — «Право», «Свеча», «Кого ты хотел удивить?», «Будет день», — а вместе с Маргулисом и Кавагоэ они «просто не знали, как их делать».
В новом коллективе, по ощущению Макаревича, «всё исполнялось чуть-чуть по-другому, и это страшно подстёгивало, в частности, к написанию песен. Это как новую гитару купишь, она звучит немножко по-другому, чем предыдущая, и ты вдруг лучше играть начинаешь». По утверждению Подгородецкого, большинство песен, которые было решено включить в программу, на самом деле было «отрепетировано и отыграно» прежним составом. Новые музыканты подготовили «новые аранжировки, поменяли звучание» композиций. Сам подход к работе над песнями оставался коллективным. Как позже вспоминал Ефремов, «никому не говорилось: играй вот так и так, и точка. Всё придумывалось коллективно и воплощалось очень быстро, с какой-то даже эйфорией. Мы были молоды, и любые перемены в жизни казались прикольными».

## Запись и распространение
Было отрепетировано и подготовлено восемь композиций. Запись производилась с использованием монофонических записывающих устройств. Звукорежиссурой и сведением, как и во время сессии в ГИТИС в 1978 году, занимался Кутиков. Подробных сведений о технологии производства записи, об инструментах музыкантов (за исключением, синтезатора Crumar Multiman, на котором играл Подгородецкий), в открытых источниках нет.
Запись была закончена к концу мая 1979 года, летом Макаревич уехал в Польшу, а Кутиков, Ефремов и Александр Бутузов — московский поэт, в 1979—1981 годах принимавший участие в концертных выступлениях группы с программой «Маленький принц», — отправились на отдых в Планерское (сегодня — посёлок Коктебель) в Крыму. С возвращением музыкантов в августе 1979 года «Машина времени» возобновила концертную деятельность, а в ноябре — приняла приглашение Росконцерта и вошла в состав труппы Московского гастрольного областного Театра комедии, окончательно завершив работу на андеграундной сцене.
Запись в студии ГИТИС стала единственной студийной записью группы 1979 года: в октябре эта студия была закрыта по требованию пожарных. В следующем, 1980-м, году все песни были включены в новую редакцию концертной программы «Маленький принц», а часть из них — перезаписана уже на Всесоюзной студии грамзаписи «Мелодия». В энциклопедическом издании «Кто есть кто в советском роке» магнитофонный альбом 1979 года поименован в перечне основных магнитоальбомов «Машины времени», активно распространявшихся в самиздате до начала формирования официальной дискографии группы. Официально не издавался.
По оценке Макаревича, спустя некоторое время ему стало ясно, что с распадом прежнего состава группы "ничего не погибло, а наоборот, начинается подъём «Машины». Кутиков охарактеризовал данную программу как «богатую», «ударный блок песен».
В 1982 году режиссёром Ленинградской студии документальных фильмов Алексеем Учителем был снят неигровой короткометражный фильм «Кто за? (Три эпизода на современную тему)», посвящённый будням молодых людей-строителей Саяно-Шушенской ГЭС. В звуковую дорожку этого фильма были включены фонограммы четырёх песен «Машины времени» из студийной записи 1979 года в ГИТИС — «Родной дом», «Три окна», «Свеча» и «Будет день». В титрах, открывающих фильм, указано: "Песни в исполнении группы «Машина времени».
Исследователи и поклонники творчества группы высказывали предположения о том, что в студии ГИТИС в 1979 году и (или) в 1980 году также были записаны фонограммы ещё двух песен: «Песня о солдате» и «Необычайно грустная песня, или Телега» в рамках отдельной студийной сессии.

## Список композиций
Автор всех песен, кроме отмеченных — А. Макаревич.
1. Право 03:05
2. Родной дом 04:46
3. Кафе «Лира» 03:48
4. Поворот (А. Кутиков, П. Подгородецкий — А. Макаревич) 03:48
5. Ах, что за луна (П. Подгородецкий — А. Макаревич) 02:27
6. Три окна 05:53
7. Будет день 03:28
8. Свеча 04:00

## Описание композиций
Поскольку с момента записи в 1969 году дебютного альбома Time Machines и вплоть до записи в 1984 году магнитоальбома «Чужие среди чужих» участники «Машины времени» не имели практики подготовки полноценных музыкальных альбомов, постольку порядок расположения песен в студийной записи 1979 года, как и в случае с предыдущими записями группы 1971—78 годов, не отражал какой-либо концепции.

#### Право
Замысел песни родился из ссоры Макаревича с его супругой: «… Мы ругались, и она сказала: „Я имею право“. На что я ответил: „На то, что слева, и то, что справа“. И тут же понял, что сейчас из этого получится песня. Ругань прекратилась. Я потребовал, чтобы она нашла блокнотик и бумажку <…> Дело было ночью. Она очень удивилась. Но ссора закончилась».
С точки зрения исследователя Ю. Шигаревой, главной темой раннего периода творчества Макаревича стал выбор жизненного пути: «Право на выбор пути есть то, что определяет личность. В этом выборе сталкиваются разум и воля. В воле преобладает бесстрашная решимость идти наперекор мнению окружающих, если оно препятствует духовному развитию личности». В песне «Право» «впервые чётко обозначена цель этого пути — „волшебный огонь“. И выражение „идти на свет“ станет ключевым для поэзии А. Макаревича, символизируя пути духа. И тогда на первый план выходит проблема веры, ибо поиски идеала всегда связаны с верой в него („Ты просто верил и шёл на свет, // И я знаю, что ты дойдешь“)».
По мнению авторов журнала «Мелодия», строки «Каждый, право, имеет право // На то, что слева, и то, что справа, // На чёрное поле, на белое поле, // На вольную волю и на неволю» «напоминали параграфы из учебника по этике».
Строка «В этом мире случайностей нет» позже использована Борисом Гребенщиковым в тексте собственной песни «Контрданс», посвящённой Макаревичу.

#### Кафе «Лира»
Песня была написана Макаревичем в одноимённом заведении с кафе и коктейль-баром на Пушкинской площади (Большая Бронная улица, 29), «сидя в углу, выпивая, в течение какого-то вечера». Данное кафе было открыто в 1966 году. В 1970-е годы оно являлось популярным местом встречи творческой интеллигенции. Осуществляемый на входе фейсконтроль приводил к возникновению больших очередей, что преодолевалось путём подкупа швейцара. Эти наблюдения, в числе прочих, и были позже творчески осмыслены Макаревичем в тексте песни. По мнению Ильи Кормильцева и Ольги Суровой, в песне "Кафе «Лира» «отклонения от романтической установки в сферу бытописательства или социальной критики выдержаны в духе Высоцкого или Галича».
Музыковед Аркадий Петров отмечал, что в песне «Ленинградское время» группы «Секрет» «ощутима» прямая связь с композицией "Кафе «Лира»: «в чисто „машинской“ традиции: картинка, зарисовка».
На месте кафе «Лира» 31 января 1990 году был открыт первый в России ресторан McDonald’s.

#### Поворот
Имеет неофициальное наименование — «Новый поворот». Тексты песен «Поворот» и «Ах, что за луна» были сочинены Макаревичем в один день в ресторане «Пльзень» в Центральном парке культуры и отдыха имени М. Горького за полтора часа. (По воспоминаниям Кутикова, это произошло в кафе «Московское». Согласно более ранним сведениям от Макаревича, в «Пльзень» был написан «Луны» кусок" и позже в этот же день в «Московском» — «Поворот».) Указанные события произошли «буквально через пару дней» после того, как музыканты нашли устраивавший их мелодический ход «Поворота». Изначально мелодия этой песни была медленной, лирической, без партии ударных. Поскольку данный вариант не устраивал участников (между собой его называли «сентиментальным чудовищем»), остановились в итоге на более ритмичном, близком к современному, варианте звучания.
Во время отдыха в Коктебеле, летом 1979 года, как вспоминал поэт Александр Бутузов (см. раздел «Запись и распространение»), музыканты выступали «на костровых посиделках», Кутиков исполнял песни из программы, записанной «Машиной времени» в мае, и в частности — «Поворот». Однако репертуар группы отдыхающим был не знаком, и вместо «Поворота» последние требовали исполнения Hotel California.
Вплоть до середины 1980-х годов группа не имела права исполнять «Поворот» на концертах, поскольку органами цензуры не было выдано официальное разрешение на публичное исполнение песни вследствие опасения распространения нежелательных интерпретаций её текста. По воспоминаниям Макаревича, в беседах с представителями властей его спрашивали: «Куда вы поворачиваете? Вы какой поворот имеете в виду?» У меня не было ответа на этот вопрос". Текст «Поворота», по утверждению музыканта, не содержал никакого подтекста, а самими участниками группы воспринимался «очень иронически» — как «проходная рок-н-ролльная песенка», «шуточка». Музыкальный критик Артемий Троицкий охарактеризовал песню как "готовый ресторанный стандарт, лишённый, что редко для Макаревича, какого-либо «послания». Высказывались оценки «Поворота» как «едва ли не самой политически многозначительной песни в <…> репертуаре», композиции, в которой наиболее ярко выражен конфликт между «неостановимым движением личности вперёд по пути духовного совершенствования» и «неподвижностью общества». "Тезису первого куплета («Всех пугают перемены») во втором предложен антитезис («И пугаться нет причины»), а в строках припева — синтез, решение проблемы: «Пропасть или взлёт, // Омут или брод // Ты не разберёшь, // Пока не повернёшь». По оценке журналиста Михаила Марголиса, «Поворот» стал «не только фирменным знаком группы, но и опознавательной меткой определённой эпохи советской жизни». Позже говорили об "эпохе «Поворота», называли эту песню «новым гимном» СССР. «Поворот» был включён в перечни «100 лучших песен русского рока в XX веке» и "500 лучших песен «Нашего радио». Песня получила отражение в отечественной культуре. Так, в тексте песни «Чёрная река» группы «Би-2» (2009) в строфе «Вдалеке идёт // Белый пароход // „Новый поворот“ // Звучит из окон» упоминается «разговорный» вариант названия «Поворота». В 2009 году группы «После 11» и «Mordor» записали кавер-версии «Поворота» для альбома-трибьюта «Машинопись».
В 1987 году песни «Поворот» и «Родной дом» из студийной записи 1979 года были перезаписаны и впервые официально изданы на ретроспективной пластинке «Десять лет спустя». На ремикс песни, записанный в 1996 году для первого бокс-сета группы, был снят видеоклип.

#### Ах, что за луна
Как вспоминал Подгородецкий, он обращался к Макаревичу с просьбой исполнять на концертах песню «В Никитском ботаническом саду», на что Макаревич отвечал, что в «Машине времени» песни исполняют их авторы. В результате Подгородецкий написал мелодию для будущей песни — одной из первых в творчестве группы в стилистике «ретро», — которую и намеревался исполнять сам. Текст был написан Макаревичем (см. раздел «Описание композиций. Поворот»). По утверждению Кутикова, Макаревич "очень гордился <…> текстом песни «Ах, что за луна». Он выполнил достаточно сложную с профессиональной точки зрения поэтическую задачу. Петя [Подгородецкий] у нас немножко картавил. Для того, чтобы это не бросалось в глаза с самого начала песни, он [Макаревич] написал весь первый куплет и припев без единой буквы «р».
Песня была исполнена на общесоюзном фестивале популярной музыки «Весенние ритмы. Тбилиси-80» в Грузинской ССР в марте 1980 года. Фрагмент видеосъёмки исполнения песни, в числе прочих эпизодов, был включён в документальный фильм «Советский рок», подготовленный тележурналистами из Финляндии.

#### Три окна
Со слов Макаревича, песня написана под влиянием музыки Боба Дилана. Журналисты и поклонники творчества группы с 1980-х годов не единожды высказывали предположения о том, что в тексте песни прослеживаются буддистские и (или) библейские мотивы. В ответ сам Макаревич неоднократно заявлял, что с этими религиями на момент написания песни он был знаком в недостаточной степени для того, чтобы прибегать к художественной интерпретации их тем.
До прихода в группу Подгородецкого песня «игралась очень просто, а потом, когда пришли Петя [Подгородецкий] и Саша [Кутиков], они сразу стали делать красивые аранжировки с псевдосимфоническими клавишами и прочими радостями. До этого у нас не было такой возможности: мы же долго играли просто — гитара, бас и барабаны [Речь идёт о составе с Кавагоэ и Маргулисом], — и были счастливы совершенно».
В 1980 году в Минске на белорусском телевидении Гостелерадио СССР группе было предложено снять на песню видеоклип. По воспоминаниям Макаревича, он был «настолько потрясён предложением, что даже не вмешивался в работу режиссёра. А режиссёр от текста ушёл недалеко. Были вырезаны три окошечка, и я в каждом из них по очереди пел». Других сведений о данном видеоклипе в открытых источниках нет. В 1983 году музыканты «Машины времени» приняли участие в съёмках одного из выпусков юмористической телепрограммы «Весёлые ребята», посвящённого экологии. На композиции «Три окна» (запись студии ГИТИС, 1979) и «В Никитском ботаническом саду» (запись студии «Мелодия», 1980) были сняты музыкальные видеоклипы, фрагменты из которых включены в этот выпуск.
Наиболее известной кавер-версией песни является Live-версия Максима Леонидова и группы «Hippo Band», исполненная на съёмках программы «Достояние республики» 29 апреля 2011 года.

#### Будет день
Песня заняла 12-е место в хит-параде «Звуковой дорожки» газеты «Московский комсомолец» по итогам 1980 года.

## Участники записи
- Андрей Макаревич — вокал, гитара;
- Александр Кутиков — вокал, бас-гитара, звукорежиссёр;
- Петр Подгородецкий — вокал, клавишные;
- Валерий Ефремов — ударные.

### Комментарии
1. ↑  Эта запись впервые была официально издана в 1992 году под названием «Это было так давно… 1978».
2. ↑  Вопрос авторства музыки «Поворота» Кутиков и Подгородецкий разъясняли по-разному, см. статью «Поворот» (песня)".